# Шихани
Шихани — місто в Росії, закрита адміністративно-територіальна одиниця та міський округ в Саратовській області.
Місто розташоване на правому березі річки Волги, за 120 км від Саратова, за 14 км від м. Вольська. Міський округ межує з територією Вольського муніципального району.
Колись було маєтком графа В. Орлова-Денисова, героя Війни 1812 року. Основні частини міста: Шихани-1 (безпосередньо саме місто), Шихани-2 (військове містечко), Шихани-4 (арсенал).
Військове містечко Шихани-2, також відоме як Вольськ-18, адміністративно не входить в ЗАТО Шихани, але історично є з ним одним цілим. Відстань між містами 2 км. Щоб потрапити до Вольська-18 (Шихани-2) потрібен спеціальний пропуск.
Вольськ-18 (Шихани-2) включає:
- 33 Центральний науково-дослідний випробувальний інститут МО РФ;
- 1-ша мобільна бригада РХБЗ;
- полк зарубки та розвідки;
- Шиханський хімічний полігон;
- 16 Центральний військовий клінічний госпіталь (16 ЦВСГ);
- поліклініка;
- середня освітня школа № 24 МО РФ;
- музична школа;
- 2 дитячих садки;
- готель;
- Будинок офіцерів (включає кінотеатр);
- лісгосп;

У містечку є парк зі ставком, що є частиною графського парку. Початковий розмір графського парку близько 10 000 га, зараз велика частина здичавіла та стала невіддільною частиною лісового масиву. У парку на озері живуть качки та лебеді. На зиму лебедів переселяють у теплі приміщення.

## Довкілля
Хімічний завод працює, але випробування на полігоні проводяться вкрай рідко і не проводяться випробування хімічної зброї. Тут розташована 1-ша мобільна бригада РХБ захисту. Це війська підвищеної боєготовності, які забезпечують захист від терактів із застосуванням отруюючих речовин та радіаційно небезпечних сполук. Інфраструктура Вольська-18 — непогано розвинена: два кафе, шість продовольчих магазинів, торговий центр «Магніт», три промтоварних магазини. Кабельне телебачення та Інтернет. Сучасно обладнаний спорткомплекс (басейн, тренажерний зал).
На території Вольська два цементних заводи, а в Шиханах — полігон для випробувань хімічної зброї. Відстань між цими містами — 18 км.

## Шиханський полігон
На Шиханському полігоні зберігаються невеликі запаси отруйних бойових сполук, переважно це такі застарілі отруйні сполуки як іприт, які у військовій справі останнім часом не використовуються, однак утилізація їх представляє істотну проблему.